# Xi Xia
Vest-Xia, Xi Xia eller Tangut-imperiet (kinesisk: 西夏; pinyin: Xī Xià). var en stat som var grundlagt af nomadestammerne tanguterne, og som styrede over nutidens Gansu-, Shaanxi- og Ningxia-provinser. Xi Xia eksisterede mellem 1038, da det blev grundlagt, og 1227, da riget overgav sig til mongolerne. Efter at mongolerne havde sendt seks felttog mod tanguterne, blev Xi Xia administreret af mongolerne som en del af deres rige. Vest-Xia havde ti kejsere og en befolkning på omkring tre millioner mennesker.
- Wikimedia Commons har flere filer relateret til Xi Xia

38°25′05″N 106°13′27″Ø / 38.4181°N 106.2241°Ø